# Urgleptes chamaeropsis
Urgleptes chamaeropsis es una especie de escarabajo longicornio del género Urgleptes, tribu Acanthocinini, subfamilia Lamiinae. Fue descrita científicamente por Fisher en 1926.

## Descripción
Mide 4,5-6,88 milímetros de longitud.

## Distribución
Se distribuye por Bahamas y Cuba.